# (35286) Takaoakihiro
(35286) Takaoakihiro (1996 TP9) – planetoida z pasa głównego asteroid okrążająca Słońce w ciągu 4,28 lat w średniej odległości 2,63 j.a. Odkryta 14 października 1996 roku.